# Benz Velo
Benz Velo byl první sériově vyráběný automobil Karla Benze. Do roku 1894 bylo vyrobeno 134 kusů. V tuto dobu se již také vyráběl menší model Benz Victoria.
Automobil byl osazen jednoválcovým motorem umístěným vzadu. Objem byl 1045 cm ³ (zdvih = 110 mm x 110 mm), výkon 1,5 k (1,1 kW) při 450 ot/min. V roce 1896 byl výkon motoru zvýšen na 2,75 k (2,1 kW) při 600 ot/min, v roce 1900 na 3 k (2,2 kW) při 700 ot/min a v roce 1901 na 3,5 k (2,6 kW) 800 ot/min.
U prvních vozů byl povrchový karburátor a induktor pro zapalování, od roku 1896 následoval plovákový karburátor a bateriové zapalování. Od té doby byla nedílnou součástí také startovací klika pro spuštění stroje. Benz Velo měl dvourychlostní převodovku s pohonem zadních kol. Od roku 1896 měly vozy také volitelný třetí rychlostní stupeň a zpátečku.
Od roku 1900 byly oba systémy v sériové výrobě. Celkem bylo vyrobeno 1200 vozidel.

### Externí odkazy

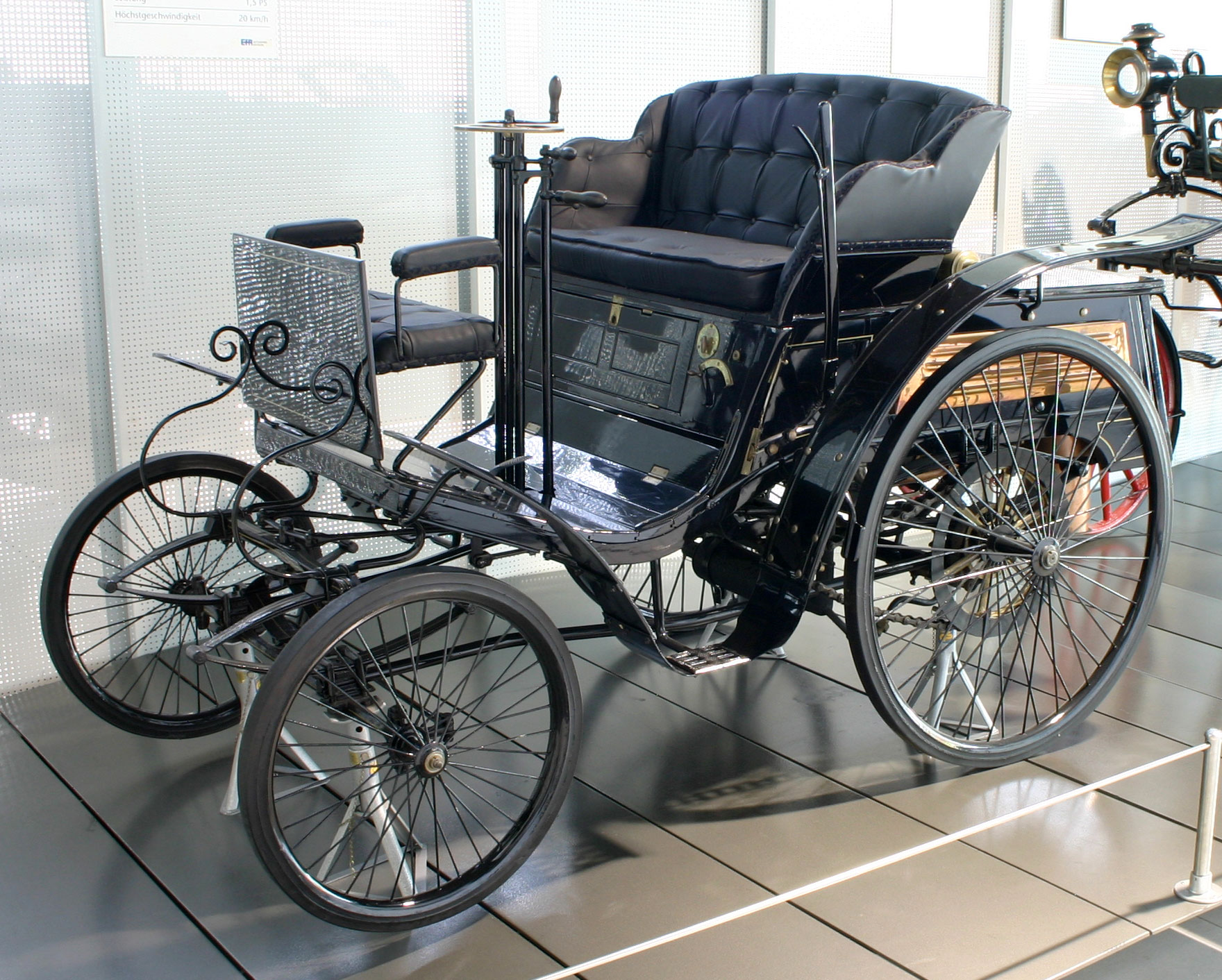
Benz Velo